# Меч Без Имени
«Меч Без Имени» — юмористический фэнтезийный роман Андрея Белянина, первая книга одноименной трилогии. Впервые издана в 1997 году. Впоследствии неоднократно переиздавалась. Относится к числу наиболее известных произведений автора.
В 2001 году издательство «Альфа-книга» учредило ежегодную премию «Меч Без Имени» с целью поощрения молодых и неизвестных авторов, работающих в жанре остросюжетной и юмористической фантастики, и возрождения лучших традиций отечественной литературы.
В 2005 году планировалась экранизация романа, однако съёмки фильма были прекращены.

## Сюжет
Молодой человек (Андрей Олегович), поехав на фестиваль народного творчества, получает чудесный меч, спустившийся с неба, и случайно попадает в параллельный мир, напоминающий Средневековье. Там он знакомится с девушкой, сбежавшей из-под венца, и рыцарем-неудачником, которые становятся его друзьями и спутниками. Пытаясь узнать о возможности вернуться в своё время, герой решает посетить мага местного значения Матвеича. По пути к нему Андрей совершает несколько подвигов: уничтожает банду разбойников, спасает девушку от костра, живым проходит через Пристанище ведьм. Во всех случаях герою удается пройти через испытание благодаря собственным высокоморальным качествам, чудесному мечу, который действовал самостоятельно в руке владельца, и слаженной помощи друзей. От Матвеича Андрей узнал, что Меч представляет собой самостоятельного персонажа, который выбирает героя из произвольной эпохи и поручает ему сразиться с Ризенкампфом, правителем страны, олицетворяющим собой Зло. Андрей принимает вызов. Однако до главной битвы с тираном герою предстоит преодолеть множество тяжелых испытаний, в том числе спуститься в Ад. Во время финальной схватки Меч отказался убивать Ризенкампфа, так как будучи оружием благородства, чести и справедливости, он не мог причинить вред лицу, непосредственно не посягающему на его владельца. Но у Смерти были свои счеты с тираном, и она его забрала к себе. Андрей же был возвращен в своё время, в котором он радуется первой же представившейся возможности вернуться обратно.

## Персонажи
- Лорд Скиминок (наст. имя — Андрей) — Ревнитель и Хранитель, шагающий во Тьму, 13-й ландграф Меча Без Имени.
- Меч Без Имени — меч лорда Скиминока, обладает разумом. Нагревается во время опасности для ландграфа, является на зов ландграфа.
- Жан-Батист-Клод-Шарден ле Буль де Зир («Бульдозер») — трусливый рыцарь, оруженосец лорда Скиминока.
- Лия (Лий) — девушка, сбежавшая из-под венца, паж лорда Скиминока. Переодевается в мальчика.
- Вероника — 15-летняя ведьма, спасённая Скиминоком от костра.
- Ризенкампф — властитель Локхайма.
- Танитриэль — королева Локхайма.
- Раюмсдаль — принц, сын Ризенкампфа.
- Плимутрок I — король Ристайла и Соединённого (Срединного) Королевства и окраинных княжеств.
- Лиона — принцесса, дочь Плимутрока I.
- Калл — кардинал.
- Виктор Михайлович Матвеев (Матвеич) — маг-ветеринар.
- Горгулия Таймс — верховная ведьма из Тихого Пристанища, учительница Вероники.
- Маркиз де Браз — глава города Вошнахауз.
- Сэр Чарльз Ли («Повар») — рыцарь, владелец родового замка.
- Кролик — белый дракон с дефектом речи.
- Злобыня Никитич — русский князь, брат 12-го ландграфа Дмитрия Могучего.
- Брумель — чёрт, поручик, командир отряда чертей.
- Барон де Стэт — повелитель гоблинов
- Смерть — костлявая старушка с косой, любительница алкогольных напитков.
- Катариада Базаливмейская (в другой части книги — Базиливмейская) — Богиня красоты, не раз помогавшая Скиминоку.

## Отсылки и параллели произведения
В романе проводятся параллели и аллюзии с такими произведениями, как «Янки из Коннектикута…» Марка Твена, «Дон Кихот» Сервантеса, «Хоббит…» Толкина, «Хроники Нарнии» Льюиса, «Легенда о Тиле Уленшпигеле» де Костера, «Путешествие в Лапуту…» Свифта, «Экспедиция в преисподнюю» Стругацких, «31 июня» Пристли, «Меч в камне» Теренса Уайта и многими другими.

## Продолжения

### Свирепый ландграф
В квартире Андрея Олеговича (настоящее имя лорда Скиминока) раздаётся телефонный звонок, и в трубке слышны голоса Лии и Жана. Они кричали что-то о принце Раюмсдале. Спустившись, Андрей обнаруживает белого коня и Меч Без Имени. Конь переносит Андрея в параллельный мир, где он известен под именем лорда Скиминока. Скиминок идёт к Ристайлу, однако, узнавать его никто не собирается. Совершив подвиг, Скиминок доказывает свою личность, и его пропускают к Злобыне Никитичу. Злобыня вводит Скиминока в курс дела: принц Раюмсдаль ищет Зубы Ризенкампфа, и это грозит полной катастрофой всему этому миру, Бульдозер подался в кришнаиты, теперь бьёт в барабан и кричит «Харе Кришна». Лия поселилась в шалаше возле памятника Скиминоку. После того, как Скиминок отыскал Лию, заколдованный Жан совершает покушение на короля Плимутрока и скрывается. Скиминок просит у Злобыни Никитича право самому разыскать Бульдозера, и когда ему это удаётся, он приказывает Лие поцеловать Жана, и трусливый рыцарь расколдовывается. Тем временем, Злобыня Никитич даёт приказ о казни Бульдозера, и спасти от смерти его может только одно: немедленный брак с девственницей, которая, согласно традиции, добровольно должна выйти замуж за осуждённого на смерть. Наскоро обвенчавшись, молодые супруги присоединяются к ландграфу, который отправляется на поиски Зубов Ризенкампфа.

### Век святого Скиминока
У Андрея (Скиминока) прямо из квартиры похищен сын Иван, причём на ковре остался след от раздвоенного копыта. Бросившись искать сына, Андрей встречает женщину с внешностью Катариады Базиливмейской, которая представилась ему Катей Васильевой. Рассказав ей всё на троллейбусной остановке, и после того, как Катя уехала на троллейбусе, Андрей закрывает глаза и обнаруживает себя уже в параллельном мире, который посещал уже дважды. Андрей (теперь уже Скиминок) обнаруживает себя близ города Ристайла, столицы Срединного (Объединённого) Королевства, которым правит король Плимутрок I. В городе идёт праздник, День святого Скиминока. Во время последнего посещения этого мира, Скиминок после выполнения своей миссии (разрушение Зубов Ризенкампфа) был отправлен в свой мир при помощи Катариады Базиливмейской, богини красоты, которая взяла его за руку и унесла в небеса. Это видели и Жан ле Буль де Зир (Бульдозер), и его жена Лия, и восприняли это, как будто ландграф вознёсся в небеса, после чего лорд Скиминок был причислен к лику святых. А болтая по пьянке с Горгулией Таймс, верховной ведьмой Тихого Пристанища, Скиминок «завещал» после его смерти, вспомнив легенду о короле Артуре его мече в камне, Меч Без Имени заточить в камень, для следующего ландграфа. Что и было исполнено после его «смерти».
Скиминок явился вовремя: один из претендентов, пан Юлий собирался выковырять меч, как шуруп. Но Меч Без Имени имеет одно свойство: он является на зов хозяина, так и произошло на этот раз: по зову Скиминока, меч оказался в его руке. Получив Меч, Скиминок быстро расправляется со свитой пана Юлия, а самому пану рисует мечом букву С на лбу. Во время праздника, устроенного по поводу возвращения ландграфа, Скиминок встречается с Жаном и Лией. Он едет в замок к Жану, где до него доходит новость: ночью из королевского дворца была похищена принцесса Ольга, двухлетняя дочь Лионы и Злобыни. Скиминок отправляется в путь, по дороге его нагоняют Жан и Лия. Они решают прежде всего посетить Тихое Пристанище и разузнать там о судьбе двух похищенных детей. Совершив по дороге несколько подвигов, Скиминок, Бульдозер и Лия достигают Тихого Пристанища, где они узнают, что Иван находится во Тьме у самого Люцифера.
События книги перекликаются с событиями реальной жизни Андрея Белянина: его сын Иван также был похищен и позднее убит (такая же судьба впоследствии постигла одного из похитителей).